# Alte Schule Ocholt
Die Alte Schule Ocholt in Berne-Ocholt, Ochholter Straße 16, stammt vom Anfang des 20. Jahrhunderts. Aktuell (2023) wird sie als Wohnhaus genutzt.
Das Gebäude steht unter Denkmalschutz (siehe auch Liste der Baudenkmale in Berne).

## Geschichte
Der ein- bis eineinhalbgeschossige traufständige verklinkerte Bau mit Satteldach stammt von 1905 (Inschrift) und besteht aus: rechtem Trakt mit drei großen Segmentbogenfenstern und linkem Eingang, linkem Trakt mit Drempel sowie Giebelrisalit. Die Fenster im Erdgeschoss sind segmentbogig, die im Giebel rundbogig. Gestaltungselemente: Kantenlisenen, ansteigender stilisierter Konsolfries an den Giebeln, Werksteingliederungen, geschossteilendes Gesims, Rahmung des Portals und der mittleren Fenster am Risalit, Brüstungsreliefs und im Obergeschoss mit bekrönendem Segmentbogen. Die ehemalige Dorf- und Volks- später Grundschule wurde zu einem Wohnhaus umgebaut.
Das Landesdenkmalamt befand: „… geschichtliche Bedeutung … als beispielhafte Dorfschule des frühen 20. Jhs. … .“
Hinweis: Nicht zu verwechseln mit der Grundschule Ocholt in Westerstede-Ocholt.